# Robert Hillyer
Robert Silliman Hillyer (East Orange, 3 giugno 1895 – Wilmington, 24 dicembre 1961) è stato un poeta statunitense.

## Biografia
Hillyer nacque a East Orange (New Jersey). Dopo aver combattuto in Francia durante la prima guerra mondiale come volontario, si laureò ad Harvard nel 1917.
Nei decenni successivi insegnò letteratura inglese in diverse università americane tra cui Harvard, Kenyon College, University of Delaware e il Trinity College a Hartford, Connecticut.
Negli stessi anni compose la maggior parte delle sue opere poetiche. Nel 1934 vinse il Premio Pulitzer per la poesia per la sua opere "Collected Verse".
Hillyer è inoltre ricordato per aver criticato i lavori di Ezra Pound e in particolare i The Pisan Cantos.
Morì a 66 anni a Wilmington (Delaware).

## Pubblicazioni

### Poesia
- The Collected Poems, Knopf, 1961.
- The relic & other poems, Knopf, 1957.
- The suburb by the sea: new poems, Knopf, 1952.
- The death of Captain Nemo: a narrative poem, A.A. Knopf, 1949.
- Poems for music, 1917–1947, A. A. Knopf, 1947.
- The Collected Verse of Robert Hillyer, A.A. Knopf, 1933.
- The Coming Forth by Day: An Anthology of Poems from the Egyptian Book of the Dead, B.J. Brimmer Company, 1923.
- Robert Hillyer, Alchemy: A Symphonic Poem, Illustrator Beatrice Stevens, Kessinger Publishing, LLC, 1920.
- Robert Hillyer, The Five Books of Youth, Brentano's, 1920.
- Robert Hillyer, Sonnets and Other Lyrics, Harvard University Press, 1917.
- Robert Hillyer, The Wise Old Apple Tree in the Spring, Harvard University Press, 1917.

### Romanzi
- Riverhead (1932)

### Traduzione
- Oluf Friis, A Book of Danish Verse: Translated in the Original Meters, Translators Samuel Foster Damon, Robert Hillyer, The American-Scandinavian Foundation, 1922.

### Edizioni
- Kahlil Gibran, A Tear and a Smile, a cura di Hayim Musa Nahmad, Robert Hillyer, A. A. Knopf, 1959.
- Samuel Foster Damon, Robert Hillyer (a cura di), Eight More Harvard Poets, Brentano's, 1923.